# Diaphania subterminalis
Diaphania subterminalis is een vlinder uit de familie van de grasmotten (Crambidae), uit de onderfamilie van de Spilomelinae. De wetenschappelijke naam van deze soort is voor het eerst voorgesteld als Glyphodes subterminalis door George Francis Hampson in een publicatie uit 1912. De spanwijdte bedraagt 28 millimeter.
De soort komt voor in Brazilië (Sao Paulo).